# إمدادات المياه والصرف الصحي في إيران
شهدت إمدادات المياه والصرف الصحي في إيران تحسينات هامة، لا سيما فيما يتعلق بزيادة الوصول لإمدادات المياه في المناطق الحضرية، في حين استمرار وجود تحديات هامة، خصوصًا من ناحية الصرف الصحي وتوفير الخدمات في المناطق الريفية. مؤسساتيًا، تتولى وزارة الطاقة مسؤولية السياسات، في حين تتولى الشركات الإقليمية مسؤولية تقديم الخدمات.

## الوصول
يتميز هذا القطاع بتباين كبير في تغطية خدمات المياه والصرف الصحي، فضًلا عنه بين المناطق الحضرية والريفية. يقدر برنامج الرصد المشترك لإمدادات المياه والصرف الصحي التابع لمنظمة الصحة العالمية واليونيسيف، الذي يرصد أرقام الحصول على تلك الخدمات استنادًا إلى الدراسات الاستقصائية والتعدادات الوطنية، وتقديرات الوصول في إيران حسب نتائج التعدادات في الأعوام 1996 و2006 و2011، فضلًا عن دراسة استقصائية متعددة المؤشرات في عام 1995. وفقًا لتقديرات البرنامج، وصلت نسبة الوصول إلى إمدادات المياه المحسنة في عام 2007 إلى 98% في المناطق الحضرية حيث يعيش أكثر من ثلثي الإيرانيين. كانت النسبة 90% في المناطق الريفية (87% لديهم وصلات مياه في المنازل). قُدر الوصول إلى الصرف الصحي في المناطق الحضرية بنسبة 19% في أواخر التسعينيات. يقدر الوصول إلى مرافق الصرف الصحي المحسنة بنحو 100%.

### ميزانية المياه

محطة طاقة غازية في إيران. يشكل استخدام المياه من محطات الطاقة الحرارية أكثر من ضعف الاستخدام الداخلي للمياه في البلاد.